# Marge taxikářkou
Marge taxikářkou (v anglickém originále My Fare Lady) je 14. díl 26. řady (celkem 566.) amerického animovaného seriálu Simpsonovi. Scénář napsal Marc Wilmore a díl režíroval Michael Polcino. V USA měl premiéru dne 15. února 2015 na stanici Fox Broadcasting Company a v Česku byl poprvé vysílán 1. září 2015 na stanici Prima Cool.

## Děj
Po parodii sitcomu The Jetsons ve snu je Homer probuzen Marge, aby odvezl děti na všechny jejich aktivity. Aby se tomuto úkolu vyhnul, uteče Homer k Vočkovi a předstírá, že opije se tak, aby nemohl řídit. Kvůli tomu je Marge nucena vozit děti na jejich aktivity sama. 
V hospodě Vočko řekne Homerovi, Lennymu a Carlovi, že dostal od Mela lístky na divadelní představení Laney Fontainové. Muži Vočka povzbuzují, aby na něj šel, i když se obává o bezpečnost baru, zatímco bude pryč. Na to Homer souhlasí, že bude na noc dělat barmana místo Vočka. Homer, Lenny a Carl vymyslí plán, jak získat peníze pro bar tím, že tam uspořádají dámskou jízdu, protože to přiláká muže, aby viděli ženy, a tak si koupili pivo. Plán se však zvrtne, protože do baru nevstoupí žádný muž, a aby toho nebylo málo, ženy obrátí bar vzhůru nohama. Po představení se Vočko s Laney Fontainovou vrací do baru, jenž je již zničený. Laney Vočka opustí a chlapi se mu omluví tím, že mu nabídnou práci v jaderné elektrárně. Pan Burns nabídne Vočkovi práci údržbáře, brzy ho však povýší na vedoucího sektoru 7G poté, co zabrání snaze NRC elektrárnu zavřít. Vočko brzy rozzlobí Homera a ostatní chlapy, když se k nim chová jako „blbec“ (přičemž jen dělá svou práci), což vede k tomu, že se ho všichni tři zřeknou jako svého přítele. 
Mezitím Marge po splnění úkolu odvézt děti na jejich aktivity narazí na řidiče firmy na pronájem vozidel, který ji pobídne, aby se přidala. Marge rychle souhlasí v naději, že si za výdělek koupí výrobník ledu do kuchyňské ledničky. Práce ji ale rychle začne nudit kvůli vození obyvatel Springfieldu (například Nelsona Muntze, školníka Willieho, Lennyho, doktora Nicka, Gila Gundersona a dalších). Podaří se jí také přitáhnout nenávist taxikářů. Zatímco veze Vočka do jeho hospody, Marge mu řekne, aby dal výpověď a že ona dá zároveň výpověď taktéž. Jakmile dorazí k baru, taxikáři se pokusí Marge zabít, ale zastaví je Vočko, který jim vyhrožuje, že je všechny zabije brokovnicí, jíž má za barem.

## Přijetí
Epizodu sledovalo 2,67 milionu diváků, čímž se stala nejsledovanějším pořadem stanice Fox té noci.
Dennis Perkins z The A.V. Clubu oznámkoval epizodu písmenem B: „Výkony jdou v Simpsonových na dračku, čtvrtstoletí vztahu herců k jejich postavám jim pomáhá dotvářet představení s odstíny, které žádný jiný seriál nemůže použít. Díl je sice stejně nesoustředěný jako mnoho pozdějších epizod a částečně založený na zapomenutelném popovém výstřelku, přesto je zábavný, a to hlavně díky výkonu Hanka Azarii v roli všemi nejméně oblíbeného barmana Vočka.“.
Tress MacNeilleová byla za roli v této epizodě nominována na cenu za vynikající hlasový výkon postavy na 67. ročníku Primetime Emmy Awards, byla tak jednou ze tří dabérů Simpsonových, kteří byli nominováni. Byla to její první nominace v této kategorii.